# ロバート・ウェイトン
ロバート・グラント・ピッツ・ウェイトン（Robert Weighton、ボブ・ウェイトン(Bob Weighton)とも、1908年3月29日 - 2020年5月28日）は、イギリスの工学者、教育者、スーパーセンテナリアン。イギリス・ハンプシャーに在住していた長寿の男性。2020年2月23日に渡邉智哲が死去した時点では、世界最高齢の男性としてギネス世界記録に認定されていた。しかし、後にドミニカ共和国のトーマス・ピナレス・フィゲレオ（1906年3月31日 - 2020年9月24日）が世界最高齢男性に認定されたため、記録は取り消されている。

## 来歴
1908年3月29日、ヨークシャー・ハル市で7人兄弟の1人として生まれる。父は獣医、母は主婦であった。16歳で学校を卒業し、海洋工学の見習いとなったのち、台湾へ渡って中国語を学んだ。
1937年、教師のアグネスと香港で結婚し、台湾で第一子を授かる。2年後の1939年にイギリスに帰国したものの、第二次世界大戦の勃発によってカナダへ移住し、その後アメリカ合衆国に渡った。この間に第二子、第三子を授かる。
1945年、イギリスに帰国し、シティ大学（現・ロンドン大学シティ校）で教職に就いた。1973年に教師を引退してからはハンプシャーに引っ越した。1995年、50年以上連れ添った妻・アグネスが心不全により死去。その後も詩集などを執筆しながら同地で暮らしていた。2014年に第二子のピーターが死去。2019年1月の時点でも一人で買い物に行くことも可能で、111歳の誕生日の際、長寿の秘訣を聞かれると「死を避けること」とジョークを言ったという。
2016年11月27日、ジョン・マンスフィールドが死去したことに伴い、アルフ・スミスと並び国内最高齢男性になった。生年月日が同一であることから、スミスのことをウェイトンは「自分の双子の兄弟」と称している。幾度か誕生日カードを交換したこともあったという。
2018年3月29日、110歳の誕生日を迎え、スーパーセンテナリアンの仲間入りを果たす。これに対しウェイトンは「人々は110歳に達すことは成果であるというが、その成果は努力なしには起こらないものだ。その中で自分ができるのは椅子に座ることだけだ。」と語っている。またこの時より、毎年もらっていたエリザベス2世からの誕生日カードの受け取りを拒否するようになったという。
2019年12月24日、ヒルダ・クルーローが死去したことに伴い、ジョン・ホックアードと並びイギリス最高齢者になる。
2020年2月23日、渡邉智哲の死去に伴い、世界最高齢男性となり、同年3月31日にギネス・ワールド・レコーズ社より「存命中の世界最高齢男性」に認定された。認定を受けてウェイトンは、「自分はたまたま長生きした普通の男」「『エベレストに登りたい』と言ったり、世界一周の航海をしたりするような人間ではない」「前の記録保持者が亡くなってしまった事は喜べないが、長く生きられて、多くの友達を作れた事が嬉しい」などと語った。
2020年5月28日、がんのため112歳と60日で死去。

## 政治的意見
ウェイトンは幾度かインタビューにおいて政治や時事問題に関しての見解や意見を語っていた。特にこれといって党に属しているわけではなかったが、自身は「どちらかといえば自由民主党を支持してきた」と語っている。また、イギリスの欧州連合離脱について、本来の予定が自身の109歳の誕生日と同日であったことから、これに対し「少しイライラしている」と述べていた。ウェイトンは欧州連合を離脱することはイギリス政府の間違いだと信じていたため、これに関し「何の影響もないなどと思わない方がいい。幹事が気に入らないからとクラブを去るようなこととは大違いで、むしろその後にも疲れを及ぼす離婚のようなものだ。」と述べている。結果的に3回の延期により2021年1月1日に正式に離脱したが、その延期に対しては「完全な混乱」と表現し、「例えばクリケットで使用するボールに欠陥があった場合、「私はプレイしない」とその場を去るのではなく、きちんと内部交渉をするべきだ。」と述べていた。
そのほか環境保持の活動も支持しており、自らを「エコ戦士」と称していた。ウェイトンはグレタ・トゥーンベリを特に称賛しており、「彼女の年齢だからこそ、私の年齢ではないようなインパクトを与えている。」と述べていた。自らも気候変動対策を行うことを奨励しており、「プラスチック製のトレイが使われている商品を購入しないなど、些細ながら私たちにもできることがある」と述べていた。
112歳の誕生日の直前に発生した新型コロナウイルスについては「心配しているが、1世紀前に起こったスペインかぜはもっと重大な被害を起こしていた。」と述べた。また、「中国で亡くなっている人の数は深刻だが、まだそれはヨーロッパやほかの場所ではスペインかぜで亡くなったような何百万人の人には達していない。とは言え、コロナウイルスがどれだけひどくなるかはわからない。心配せずに最善の行動をとるほかない。」と述べていた。